# Pepe Gimeno Crespo
Pepe Gimeno Crespo (València, 1951) és un dissenyador gràfic i tipogràfic espanyol autor de la marca gràfica de la Presidència Espanyola de la Unió Europea 2002 i de la tipografia «FF Pepe». Entre els seus clients figuren empreses com Roca, Lladró o la Fundació Bancaixa i compta amb obra en la col·lecció del IVAM i en la de Merrill C. Berman (Nova York). En l'actualitat dirigeix l'estudi valencià «Pepe Gimeno - Proyecto Gráfico».

## Biografia
Es va graduar a l'Escola d'Arts Aplicades i Oficis Artístics de València en 1969. Va treballar per a diferents agències de publicitat entre els anys 70 i 80 i, en 1987, va crear el seu primer estudi de disseny gràfic. Presideix l'Associació de Dissenyadors Professionals de València (ADPV) entre 1989 i 1992. En 1990 forma la societat Gimeno y Lavernia S.L., en la qual desenvolupa la seua labor fins a 1995, l'any en el qual crea «Pepe Gimeno - Proyecto Gráfico» i es trasllada a Godella.
Entre 1993 i 1996 imparteix classes de disseny gràfic per a la Fundació Universitària Sant Pablo CEU a València. Compta amb obra en la col·lecció de l'Institut Valencià d'Art Modern (IVAM) i en la col·lecció de Merrill C. Berman (Nova York). És membre del Type Directors Club (TDC) de Nova York.

## Reconeixements
En 2001 guanya el concurs per a la realització de la marca de la Presidència Espanyola de la Unió Europea 2002 i la seua tipografia «FF Pepe», rep el Certificat d'Excel·lència en Disseny Tipogràfic del TDC.
Els cartells que ha realitzat per als premis de disseny cDIM han collit diversos premis al llarg dels anys, com el Design Excellence del America’s Graphic Design magazine en 1999, el Certificat d'Excel·lència Tipogràfica 2006, el Type Directors Club en 2005 (juntament amb el de Nude). Per aquests mateixos cartells també va rebre el Platinum award de Graphis Poster l'any 2006. En els Graphis Poster del 2007 va guanyar el Golden Award i el Platinum Award, amb els cartells de cDIM i Nude de 2006 i 2005, respectivament.
Un altre dels seus treballs, que compta amb un reconeixement especial, és el dels envasos Sivaris. Amb ells va guanyar el premi Liderpack i l'AEPD de disseny de Packaging en el 2006 i, en 2007, va obtenir el Premi Anuaria al millor Envàs o línia de Packaging i el WorldStar Award, de la WPO (World Packaging Organisation). Amb ell, també va obtenir un nou Certificat d'Excel·lència Tipogràfica, del Type Directors Club en el 2008 i, en el 2009, el Certificat d'excel·lència, del ISTD (International Society of Typographic Designers), Regne Unit.
A més de la producció com a dissenyador, cal destacar la seua activitat en el terreny de la divulgació. L'any 2004 va formar part del comitè organitzador de l'1r Congrés de Tipografia de València i en 2005 va impartir el taller "Safari Residual" dins de Summer Workshops del Vitra Design Museum i el Centre Georges Pompidou en Boisbuchet, França. Repetint aquest taller a Espanya en 2011.
Va rebre el Premi Lletra Roland 2008 a la trajectòria professional.

## Exposicions i conferències
Ha participat com a ponent en més d'una vintena de conferències per tot Espanya i la seua obra ha estat present en diverses exposicions col·lectives dins i fora d'Espanya, incloent llocs com Lisboa, Verona, Berlín, Stuttgart, Atenes, Nova York, Aichi, Shanghái, Pequín o Varsòvia. A més, ha exposat la seua obra, de manera individual en:
- 2004: «Grafia callada», IVAM[5] i Centre Cultural Bancaixa de La Vall d'Uixó.
- 2005: Sala Ses Voltes, Palma.
- 2009: «Diari d'un nàufrag», Galeria Ciclorama, València.
- 2009: «Però... això no ho fa l'ordinador?», en La Nau de la Universitat de València.[6]